# عزالدین عبدالوهاب زنجانی
عزالدین عبدالوهاب زنجانی، عالم، دانشمند، ریاضیدان، ادیب و خطاط ایرانی است. او فرزند ابراهیم ابن محمد خزرجی بود. سال تولد وی مشخص نیست ولی در سال ۶۵۵ هجری قمری درگذشته است. او مدتی از زندگی خود در تبریز و موصل و بغداد گذراند و در بغداد درگذشت. او در زمینه علوم نحو، لغت، صرف، معانی و بیان عروض شناخته شده بود؛ و با خواجه نصیرالدین طوسی مراوداتی داشته‌است.کنیه او ابوالمعالی بود.

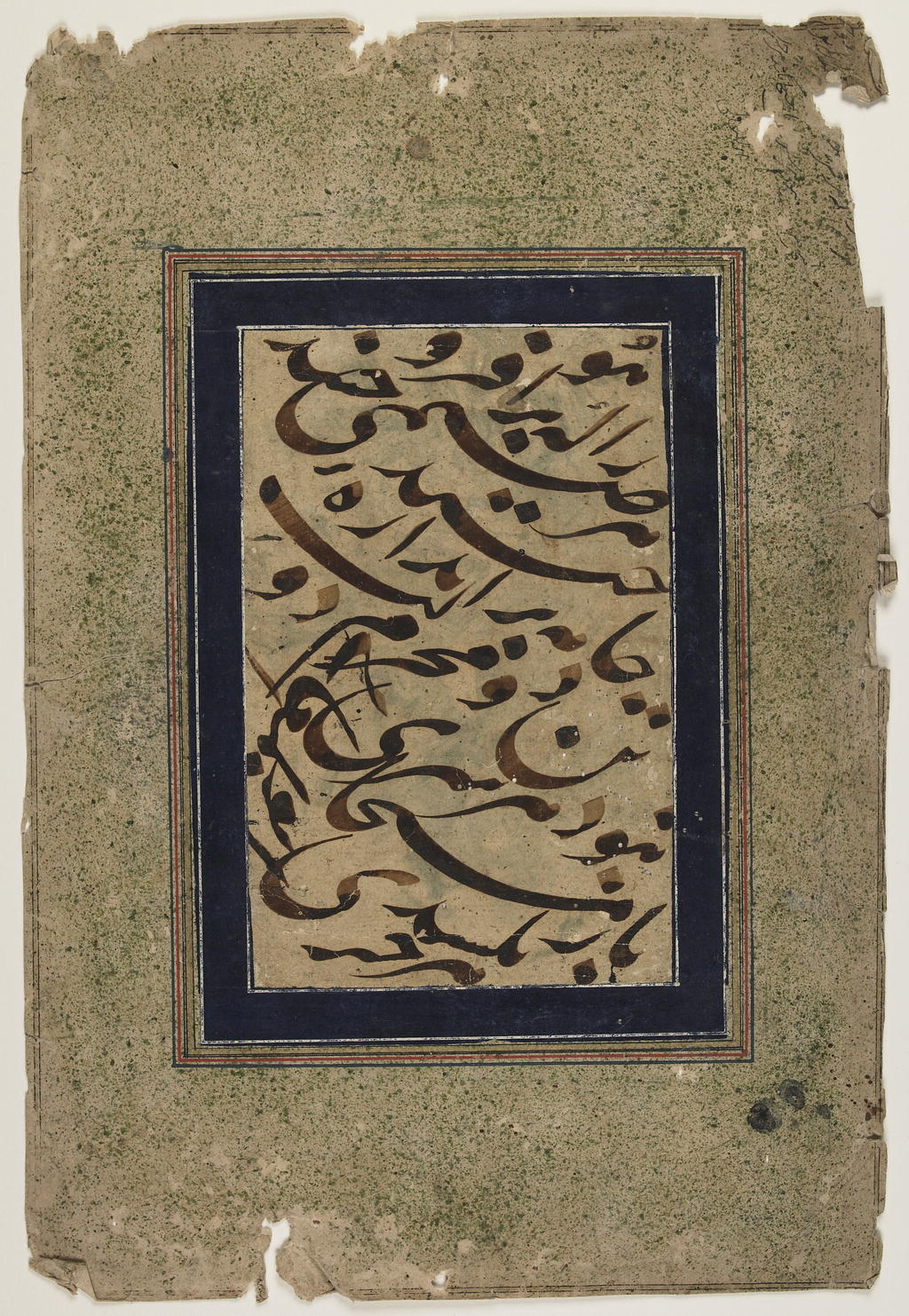
برگی به خط نستعلیق، اثر عزالدین عبدالوهاب زنجانی که اکنون در مالکیت کتابخانهٔ ملی کنگرهٔ آمریکا قرار دارد.